# 西沙雪螺
西沙雪螺（学名：Niveria xishaensis）为猎女神螺科雪螺属的动物。在中国大陆，分布于西沙群岛等地。该物种的模式产地在西沙群岛琛航岛。